# The Ricks Must Be Crazy
"The Ricks Must Be Crazy" er den sjette i den anden sæson af Adult Swims tegnefilmserie Rick and Morty. Den er skrevet af Dan Guterman og instrueret af Dominic Polcino, og afsnittet havde premiere den 30. august 2015. Titlen er en reference til filmen The Gods Must Be Crazy (1980).
I afsnittet rejser Rick og Morty ind i Ricks mikrovers bilbatteri, der er et helt univers, som genererer elektricitet til Ricks bil, uden at indbyggerne i mikrouniverset ved det. Videnskabsmanden Zeep Xanflorp i mikrouniverset, opfinder sig eget mikrounivers for at få energi til deres univers, hvilket får dem til at stoppe med at generere energi til Ricks bil. Afsnittet blev godt modtaget.